# Étriac
Étriac – miejscowość i gmina we Francji, w regionie Nowa Akwitania, w departamencie Charente.
Według danych na rok 1990 gminę zamieszkiwało 175 osób, a gęstość zaludnienia wynosiła 18 osób/km² (wśród 1467 gmin regionu Poitou-Charentes Étriac plasuje się na 820. miejscu pod względem liczby ludności, natomiast pod względem powierzchni na miejscu 845.).